# William Martin (amiral)
 (novembre 2013).
Pour les articles homonymes, voir William Martin (homonymie) et Martin.
William Martin (v. 1696 - 17 septembre 1756) est un officier de marine britannique. Il sert au sein de la Royal Navy pendant la guerre de Succession d'Espagne et la guerre de Succession d'Autriche.

## Biographie
D'origine modestes, Martin intègre la Royal Navy et combat pour la première fois pendant la guerre de Succession d'Espagne. Il est promu au commandement de plusieurs vaisseaux, et croise dans les eaux territoriales (home waters) et en Méditerranée pendant les années de paix qui suivent et, peu de temps après le début de la guerre de Succession d'Autriche, il est récompensé pour ses services et promu au grade de commodore, ainsi que le commandement d'une escadre. Il sert sous plusieurs commandants de la Mediterranean Fleet, Nicholas Haddock, Richard Lestock et, plus particulièrement, Thomas Mathews. Mathews reçoit l'ordre de défendre les intérêts britanniques en Méditerranée pendant la guerre, tout t'en s'assurant du maintien de la neutralité des royaumes méditerranéens et en essayant de dissuader ceux qui étaient sur le point de s'engager aux côtés des ennemies de la Grande-Bretagne. À plusieurs reprises, Martin est envoyé à la tête d'une escadre dans des ports méditerranéens, pour les menacer de représailles navales s'ils ne se pliaient pas aux demandes britanniques, et parvient à chaque fois à convaincre les autorités locales de ne pas résister.
Promu au rang d'officier supérieur pendant la guerre, Martin occupe plusieurs postes dans l'état-major des principales flottes de la Royal Navy, principalement dans les eaux britanniques, mais également lors d'une expédition à Lisbonne. Il continue à gravir progressivement les échelons de la hiérarchie et, jusqu'à ce qu'il obtienne un commandement en propre, il se retire et termine sa carrière à terre. Il décède le 17 septembre 1756 à Twickenham, avec le grade d'Admiral of the Blue (Amiral de l'escadre bleue).

### Sources et bibliographie
- (en) The Navy In the War of 1739-48, CUP Archive
- (en) J. K. Laughton, Oxford Dictionary of National Biography, 2004 (présentation en ligne), « ‘Martin, William (c.1696–1756)’, rev. A. W. H. Pearsall »
- (en) William Russell et Charles Coote, The history of modern Europe : with an account of the decline and fall of the Roman empire : and a view of the progress of society from the rise of the modern kingdoms to the peace of Paris, in 1763 ; in a series of letters from a nobleman to his son, vol. 3, Longman, Rees, & Co., 1837
- (en) Thomas Salmon, Modern history or the present state of all nations, vol. 2, 1745
- (en) Isaac Schomberg, Naval chronology : or An historical summary of naval and maritime events… From the time of the Romans, to the treaty of peace of Amiens, vol. 1, T. Egerton by C. Roworth, 1815